# Dakota de Nord
Dakota de Nord (în engleză State of North Dakota) este un stat din zona vestului mijlociu a Statelor Unite ale Americii. Este statul cel mai de nord-est al Marilor Câmpii (în original, Great Plains), reprezentând totodată partea nordică a celor două state care poartă numele de Dakota, în original The Dakotas. De-a lungul întregului secol al XIX-lea, Dakota de Nord era considerat parte a vestului sălbatic. Parte a fostului teritoriu Dakota, care a fost denumit după tribul nativ american cunoscut ca Sioux sau Dakota), North Dakota a devenit cel de-al treizeci și nouălea stat al Uniunii în ziua de 2 noiembrie 1889, în aceeași zi cu statul "geamăn", Dakota de Sud.
Râul Missouri curge prin parte vestică a statului formând Lacul Sakakawea datorită barajului artificial numit Barajul Garrison. Partea vestică a statului este deluroasă, fiind bogată în resurse ale subsolului, care includ lignit, cărbune și țiței. În est, râul numit râul Roșu formează valea omonimă, valea râului Roșu. Această regiune este extrem de prielnică agriculturii, care a dominat și continuă să domine economia și cultura statului Dakota de Nord.
Capitala statului este orașul Bismarck. Cel mai populat oraș al statului este Fargo. Universitățile publice, de stat, sunt localizate în Grand Forks și Fargo. Forțele aeriene ale Statelor Unite (United States Air Force) operează baze militare atât în Minot cât și Grand Forks. 

## Demografie

### Structura rasială
Populația totală a statului în 2010: 672,591

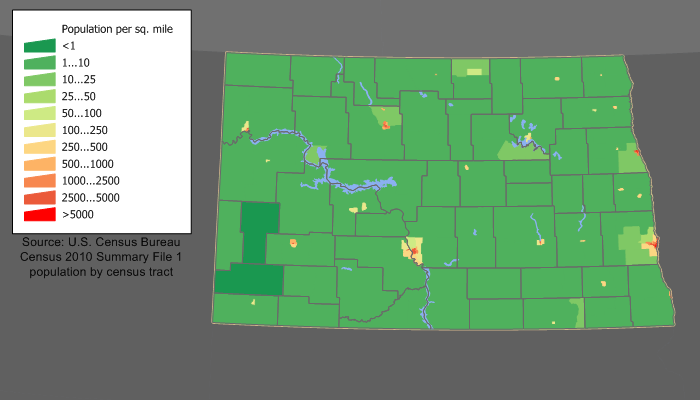
Densitatea populației statului Dakota de Nord

Structura rasială în conformitate cu recensământul din 2010:
- 90.0% Albi (605,449)
- 5.4% Amerindieni (36,591)
- 1.8% Două sau mai multe rase (11,853)
- 1.2% Negri (7,960)
- 1.0% Asiatici (6,909)
- 0.5% Altă rasă (3,509)
- Hawaieni Nativi sau locuitori ai Insulelor Pacificului (320)